# Glen Johnson (boxe anglaise)
Pour les articles homonymes, voir Glen Johnson.
Glen Johnson est un boxeur jamaïcain né le 2 janvier 1969 à Clarendon.

## Carrière
Il devient champion du monde des poids mi-lourds IBF le 6 février 2004 après avoir battu aux points Clinton Woods. Il défend ensuite sa ceinture face à Roy Jones Jr. qu'il met KO dans la 9e reprise le 25 septembre 2004 puis affronte deux fois Antonio Tarver, titre IBO en jeu. Johnson l'emporte le 18 décembre 2004 aux points mais perd la revanche le 18 juin 2005.

## Distinction
- Glen Johnson est élu boxeur de l'année en 2004 par Ring Magazine.